# Vermilion Pass
Der Vermilion Pass ist ein Gebirgspass in den kanadischen Rocky Mountains an der Grenze zwischen den Provinzen British Columbia und Alberta. Der 1651 m hohe Pass liegt am Übergang zwischen der Bow Range und der Ball Range, beides Berggruppen in der Southern Continental Ranges. Der nächstgelegene nördlichere Übergang über die Rocky Mountains ist der Kicking Horse Pass und weiter südlich der Crowsnest Pass.
Westlich des Passes liegt, in British Columbia, der Kootenay-Nationalpark und östlich, in Alberta, der Banff-Nationalpark. Außerdem liegt der Pass auf der Kontinentalen Wasserscheide.

## Geschichte
Der Pass war den hier ansässigen First Nations schon lange bekannt und wurde von ihnen genutzt. Weißen Siedlern und Entdeckern war er lange unbekannt. Als erster weißer Nutzer gilt James Hector, welcher John Pallisers British North American Exploring Expedition (Palliser-Expedition) angehörte und den Pass im August 1858 erreichte.